# Irenej Srijemski
Sveti Irenej Srijemski (Sirmij, kasno 3. stoljeće – Sirmij, 6. travnja 304.) bio je sirmijski biskup i kršćanski mučenik ranog 4. stoljeća. Svetac je u Pravoslavnoj i Katoličkoj Crkvi. Jedini je srijemski mučenik kojeg spominju skoro svi martirologiji.

## Život
Rođen tijekom kasnoga 3. stoljeća u Sirmiju, kao mladić je postao biskup mjesne crkve. Uhićen je za Dioklecianovih progona i odveden pred prefekta Proba koji je posavjetovao Ireneja da se odrekne Boga, ali on je to odbio. Pogubljen je na Bosutskom mostu (lat. Basentis) odrubljivanjem glave, na Veliki petak 304. godine.